# Fladsåskolen
Fladsåskolen er en skole beliggende på Sydsjælland, i henholdsvis byerne Mogenstrup og Brøderup.
I 2012 gik der 534 elever på skolen.